# باشگاه فوتبال زنان استقلال تهران
باشگاه فوتبال زنان استقلال یک باشگاه فوتبال زنان در تهران، ایران است که در سال ۱۳۴۹ بنیان‌گذاری شد، این باشگاه هم‌اکنون در لیگ دسته اول فوتبال زنان ایران فعالیت می‌کند.این تیم قدیمی ترین تیم باشگاهی فوتبال زنان ایران به‌شمار می‌رود.

تیم فوتبال دختران تاج در سال ۱۳۴۹، پیش از برد ۶−۰ برابر دیهیم.

رنگ‌های کیت تیم نیز به مانند تیم مردان، همواره آبی (اول) و سفید (دوم) بوده‌است. ورزشگاه خانگی آن، ورزشگاه مرغوبکار تهران با گنجایش ۱۲ هزار تماشاگر است.

## پیشینه

### سال‌های نخست
نخستین تلاش‌ها برای راه‌اندازی فوتبال زنان در ایران از سال‌های پایانی دههٔ ۱۳۴۰ آغاز شد. در سال ۱۳۴۹ با افزایش شمار زنان علاقه‌مند به فوتبال در ایران، فدراسیون فوتبال چند تن از زنان مستعد را برای فراگیری مربی‌گری فوتبال به دوره‌های آموزشی فیفا فرستاد. در این سفر مربیان ایرانی توانستند بازی‌های فوتبال زنان کشورهای آسیایی مانند کره جنوبی، هند و سنگاپور که در محل برگزاری کلاس‌ها برگزار می‌شد را از نزدیک ببینند. پس از آن دست‌اندرکاران فوتبال ایران تصمیم گرفتند که تیم‌های فوتبال بانوان را در سطح باشگاه‌ها تشکیل دهند. استقلال نخستین باشگاه ایرانی بود که برای زنان کلاس تمرینی فوتبال برپا نمود و تیم بانوان خود را تأسیس کرد. باشگاه‌های دیگر تهرانی مانند دیهیم، پرسپولیس و عقاب پس از تاج اقدام به تأسیس تیم فوتبال بانوان نمودند. اختلاف سطح بانوان تاج با تیم‌های دیگر به گونه‌ای بود که آن‌ها در نخستین دیدار خود ۶ گل وارد دروازهٔ تیم دیهیم نمودند. پری اباصلتی از مؤسسان انجمن دوشیزگان و بانوان و مجله بانوان، تیم منتخبی از بازیکنان فوتبال زنان ایتالیا را دعوت کرد تا در روز هفدهم اردیبهشت ۱۳۵۰، در دیداری دوستانه مقابل تیم فوتبال زنان تاج قرار بگیرند. در این مسابقه که اولین بازی بین‌المللی فوتبال زنان ایران بود، تیم تاج با نتیجه ۲ بر صفر مغلوب حریف خود شد. در این بازی ژنیک شهبازیان دروازه‌بان تیم تاج بهترین بازیکن زمین بوده و بارها مانع بازشدن دروازه تیم تاج شده است.

### پس از انقلاب
فوتبال زنان در ایران پس از انقلاب ۱۳۵۷ تعطیل شد. پس از ۱۴ سال، نخستین مسابقات فوتبال بانوان ایران در اواخر سال ۱۳۷۱ به صورت فوتبال داخل سالن (فوتسال) توسط دانشگاه الزهرا راه‌اندازی گردید. با راه‌اندازی فوتسال بانوان در ایران پس از انقلاب، باشگاه استقلال تهران از نخستین باشگاه‌هایی بود که تیم دختران خود را روانهٔ مسابقات کرد. آتوسا حجازی دختر ناصر حجازی، اسطورهٔ باشگاه استقلال، از جملهٔ ستارگان تیم فوتسال زنان استقلال در میانه‌های دههٔ ۱۳۷۰ بود. او عنوان «خانم گل» مسابقات را از آن خود کرد و نخستین کاپیتان تیم ملی فوتسال زنان ایران در سال‌های پس از انقلاب بود. از سال ۱۳۷۶ فوتبال زنان به زمین‌های چمن روباز بازگشت.

### بحران ۱۳۸۷
در اوایل بهمن ۱۳۸۷ انتشار خبر مسابقه دادن تیم زنان استقلال با تیم نوجوانان پسر این باشگاه هیاهوی رسانه‌ای بزرگی ایجاد کرد. خبر برگزاری این مسابقه ابتدا از سوی علی‌رضا منصوریان رئیس وقت آکادمی فوتبال استقلال و خانم سعدیه پورنادر سرمربی تیم بانوان استقلال تکذیب شد، اما در روزهای بعد نتیجهٔ بازی نیز در رسانه‌ها منتشر شد. انتشار این خبر با واکنش سازمان تربیت بدنی همراه بود و در موضع‌گیری خود خواستار برخورد با عوامل برگزاری این مسابقه شدند. یک هفته پس از برگزاری این مسابقه، کمیتهٔ انضباطی باشگاه استقلال با در نظر گرفتن جریمه‌های نقدی برای برخی مسئولان دو تیم، رئیس آکادمی فوتبال باشگاه و مدیر مجموعه مرغوب‌کار، تیم فوتبال بانوان باشگاه را رسماً منحل اعلام کرد. تیم فوتبال نوجوانان پسر اما اجازه یافت تا به فعالیت خود ادامه دهد.
تیم بانوان استقلال چند فصل بعد از این ماجرا توانست فعالیت خود را از سر گیرد.

## بازیکنان

### بازیکنان کنونی
تاریخ به روز رسانی: ۲۲ بهمن ۱۴۰۳

فهرست بازیکنان باشگاه فوتبال استقلال در فصل ۱۴۰۴–۱۴۰۳ به شرح زیر است:
| شماره |       | نقش        | بازیکن        |
| ----- | ----- | ---------- | ------------- |
| ۱     | ایران | دروازه بان | کیمیا نوری    |
| ۳     | ایران |            | نفیسه محمدی   |
| ۵     |       |            | فرشته رستمی   |
| ۶     | ایران |            | عسل الله قلی  |
| ۷     | ایران |            | مریم محمدی    |
| ۸     | ایران |            | مبیا مغاری    |
| ۹     | ایران |            | زهرا فدایی    |
| ۱۰    | ایران |            | سارا جعفری    |
| ۱۱    | ایران |            | سوگند سلیمانی |
| ۱۲    | ایران |            | ریحانه صالحی  |
| ۱۳    | ایران |            | فاطمه دادک    |
| ۱۴    | ایران |            | پریا صادق     |

| شماره |       | نقش | بازیکن           |
| ----- | ----- | --- | ---------------- |
| ۱۶    | ایران |     | گلناز نوری ثانی ‌ |
| ۱۷    | ایران |     | فاطمه خندان      |
| ۱۸    | ایران |     | یلدا قاسمی       |
| ۱۹    | ایران |     | ارشیدا نیکومنش   |
| ۲۰    | ایران |     | سارینا آدینه     |
| ۲۲    | ایران |     | زهرا حیدری       |
| ۵۶    | ایران |     | ستایش یوسفی      |
| ۶۶    | ایران |     | زینب خان بابا    |
| ۶۹    | ایران |     | تارا شایانی      |
| ۷۰    | ایران |     | نسترن زمانی      |
| ۷۷    | ایران |     | مطهره رستمی      |

## مربیان و کادرفنی
| کادر فنی باشگاه بانوان استقلال | کادر فنی باشگاه بانوان استقلال |
| سمت                            | نام                            |
| ------------------------------ | ------------------------------ |
| سرمربی                         | مریم حسن‌زاده                   |
| دستیار اول                     | فاطمه غلامپور                  |
| مربی دروازه‌بان‌ها               | الناز قدمگاهی                  |
| مربی بدنساز                    | سحر مهدویان                    |
| سرپرست                         | مریم کیوانفر                   |
| تدارکات                        | معصومه فرید غلامی              |
| پزشک                           | رقیه ریاحین                    |

## نگارخانه

بازی دوستانه تیم فوتبال زنان تاج و تیم منتخبی از زنان فوتبالیست ایتالیا
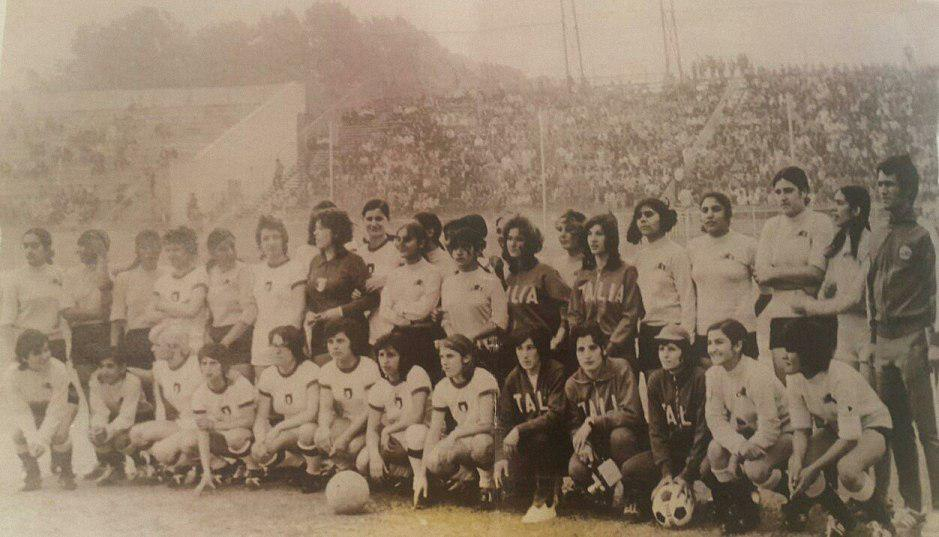
بازی دوستانه تیم فوتبال زنان تاج و تیم منتخبی از زنان فوتبالیست ایتالیا
بازی دوستانه تیم فوتبال زنان تاج و تیم منتخبی از زنان فوتبالیست ایتالیا
بازی دوستانه تیم فوتبال زنان تاج و تیم منتخبی از زنان فوتبالیست ایتالیا
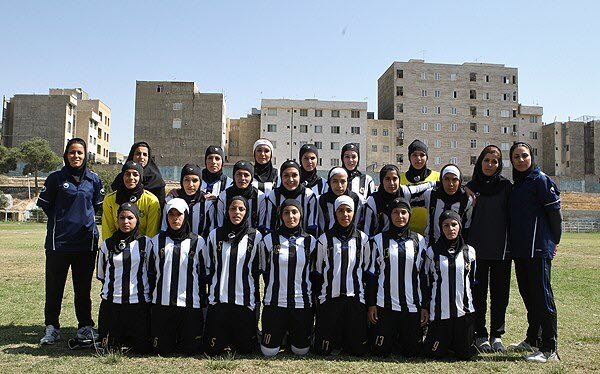
تیم زنان استقلال در لیگ برتر ۹۲–۱۳۹۱